# Cervinia brevipes
Cervinia brevipes is een eenoogkreeftjessoort uit de familie van de Aegisthidae. De wetenschappelijke naam van de soort is voor het eerst geldig gepubliceerd in 1963 door Brotskaya.